# Gare de Cholet
Gare de Cholet vasútállomás Franciaországban, Cholet településen.

## Vasútvonalak
Az állomást az alábbi vasútvonalak érintik:
- La Possonnière-Niort-vasútvonal
- Clisson-Cholet-vasútvonal

## Kapcsolódó állomások
A vasútállomáshoz az alábbi állomások vannak a legközelebb:
- Gare de Chemillé
- Gare de Torfou